# Lissonota proxima
Lissonota proxima är en stekelart som beskrevs av Etienne Laurent Joseph Hippolyte Boyer de Fonscolombe 1854. Lissonota proxima ingår i släktet Lissonota och familjen brokparasitsteklar. Arten är reproducerande i Sverige.

## Underarter
Arten delas in i följande underarter:
- L. p. valesiator
- L. p. nigrotibiata
- L. p. flavofacialis